# A Zalaegerszegi TE FC 2014–2015-ös szezonja
A Zalaegerszegi TE FC a 2014–2015-ös szezonban az NB II-ben indul, miután a 2013–2014-es NB II-ben a 9. helyen zárt.

## Változások a csapat keretében
| Érkezők nyáron - Króner Martin (Debreceni VSC, kölcsönbe) - Fodor Marcell (Újpest FC) - Horváth Attila (Debreceni VSC) - Melczer Vilmos (Mezőkövesdi SE) - Szöllősi Ferenc (Balmazújvárosi FC) - Délczeg Gergely (Budapest Honvéd FC, kölcsönbe) - Bailo Dávid (Pécsi Mecsek FC) - Farkas Norbert (Puskás Akadémia FC) - Forgács András (Balmazújvárosi FC) - Vörös Ákos (Nagyatádi FC, kölcsönből vissza) - Jasarević Mahir (Andráshida SC, kölcsönből vissza) - Szegleti Gergely (Andráshida SC, kölcsönből vissza) | Távozók nyáron - Bernardo Frizoni (Lombard Pápa) - Holdampf Gergő (Újpest) - Milan Bogunović (Lombard Pápa) - Preklet Csaba (Vasas) - Hajdú Norbert (szabadon igazolható) - Kulcsár Kornél (Szombathelyi Haladás, kölcsönből vissza) |

További források:
transfermarkt.co.uk

## Mérkőzések

### Felkészülési mérkőzések 2014 nyarán
Győzelem
      Döntetlen
      Vereség
| Időpont      | Mérkőzés                                | Eredmény | ZTE-s gólszerző(k)            | Megjegyzés |
| ------------ | --------------------------------------- | -------- | ----------------------------- | ---------- |
| július 10.   | Szombathelyi Haladás – Zalaegerszegi TE | 3–1      | Babati                        | [ 12 ]     |
| július 12.   | Zalaegerszegi TE – Lombard Pápa         | 3–1      | Délczeg, Farkas, Pajor        | [ 13 ]     |
| július 14.   | Kapfenberger – Zalaegerszegi TE         | 4–2      | Vittman (2)                   | [ 14 ]     |
| július 17.   | Murau – Zalaegerszegi TE                | 1–5      | Grbić (2), Kocsis, Bailo (2)  | [ 15 ]     |
| július 19.   | Zalaegerszegi TE – Szolnok              | 0–3      |                               | [ 16 ]     |
| július 23.   | Zalaegerszegi TE – Csáktornya           | 3–2      | Délczeg, Grbić, Martin        | [ 17 ]     |
| július 25.   | Lenti – Zalaegerszegi TE                | 1–4      | Délczeg, Vittman (2), Forgács | [ 18 ]     |
| július 28.   | Dunaharaszti – Zalaegerszegi TE         | 0–4      | Szöllősi (2), Délczeg, Károly | [ 19 ]     |
| augusztus 2. | Vác – Zalaegerszegi TE                  | 2–2      | Délczeg, Babati               | [ 20 ]     |

### Merkantil Bank NB II 2014–15
Győzelem
      Döntetlen
      Vereség

#### Őszi fordulók
| 2014. augusztus 16. 17:30 |

| Békéscsaba       | 2 – 0               | Zalaegerszeg |
| ---------------- | ------------------- | ------------ |
| Szilágyi 10' 49' | (1 – 0) Jegyzőkönyv |              |

| Kórház utcai stadion, Békéscsaba Játékvezető: Berger József |

| 2014. augusztus 23. 19:00 |

| Zalaegerszeg                       | 3 – 0               | Szolnok |
| ---------------------------------- | ------------------- | ------- |
| Délczeg 18' Babati 40' Melczer 53' | (2 – 0) Jegyzőkönyv | Pokorni |

| ZTE Aréna, Zalaegerszeg Játékvezető: Botló Béla |

| 2014. augusztus 30. 17:30 |

| Szigetszentmiklósi TK           | 3 – 1               | Zalaegerszeg |
| ------------------------------- | ------------------- | ------------ |
| Szepessy 40' Tóth 48' Szabó 63' | (1 – 1) Jegyzőkönyv | 9' Délczeg   |

| Szigetszentmiklósi TK Sporttelep, Szigetszentmiklós Játékvezető: Názsa Tamás |

| 2014. szeptember 6. 18:00 |

| Zalaegerszeg         | 2 – 1               | Szeged 2011 |
| -------------------- | ------------------- | ----------- |
| Bailo 58' Babati 69' | (0 – 1) Jegyzőkönyv | 10' Oláh    |

| ZTE Aréna, Zalaegerszeg Játékvezető: Zierkelbach Péter |

| 2014. szeptember 13. 16:30 |

| Soroksár       | 2 – 0               | Zalaegerszeg |
| -------------- | ------------------- | ------------ |
| Nyilas 43' 84' | (1 – 0) Jegyzőkönyv |              |

| Szamosi Mihály Sporttelep, Budapest Játékvezető: Böcskei Balázs |

| 2014. szeptember 20. 18:00 |

| Zalaegerszeg           | 2 – 0               | Cegléd |
| ---------------------- | ------------------- | ------ |
| Vittman 67' Babati 73' | (0 – 0) Jegyzőkönyv |        |

| ZTE Aréna, Zalaegerszeg Játékvezető: Radványi Ádám |

| 2014. szeptember 26. 15:30 |

| Siófok                                | 2 – 2               | Zalaegerszeg               |
| ------------------------------------- | ------------------- | -------------------------- |
| Ivancsics 12' Daru 59' 59′ Kovács 86′ | (1 – 0) Jegyzőkönyv | 55' Simonfalvi 88' Délczeg |

| Révész Géza utcai stadion, Siófok Játékvezető: Szilasi Szabolcs |

| 2014. október 3. 19:00 |

| Csákvár | 0 – 0               | Zalaegerszeg |
| ------- | ------------------- | ------------ |
|         | (0 – 0) Jegyzőkönyv |              |

| Csákvári TK Sporttelep, Csákvár Játékvezető: Radványi Ádám |

| 2014. október 12. 16:00 |

| Zalaegerszeg           | 2 – 1               | Sopron |
| ---------------------- | ------------------- | ------ |
| Vittman 35' Bíró 90+2' | (1 – 0) Jegyzőkönyv |        |

| ZTE Aréna, Zalaegerszeg Játékvezető: Zierkelbach Péter |

| 2014. október 18. 18:00 |

| Mezőkövesd-Zsóry | –           | Zalaegerszeg |
| ---------------- | ----------- | ------------ |
|                  | Jegyzőkönyv |              |

| Városi stadion, Mezőkövesd Játékvezető: Nazsa Tamás |

#### Tabella
| #   | Csapat                       | M  | GY | D  | V  | G+ – G– | GK  | P  | Megjegyzések |
| --- | ---------------------------- | -- | -- | -- | -- | ------- | --- | -- | ------------ |
| 1.  | Vasas SC                     | 30 | 21 | 3  | 6  | 68–31   | +37 | 66 | NB I         |
| 2.  | Békéscsabai Előre            | 30 | 18 | 7  | 5  | 42–23   | +19 | 61 | NB I         |
| 3.  | Gyirmót FC                   | 30 | 16 | 11 | 3  | 54–32   | +22 | 59 |              |
| 4.  | Mezőkövesd-Zsóry             | 30 | 13 | 9  | 8  | 53–37   | +16 | 48 |              |
| 5.  | Soproni VSE-GYSEV            | 30 | 12 | 12 | 6  | 46–38   | +8  | 48 |              |
| 6.  | Szolnoki MÁV-Stadler Rail    | 30 | 13 | 7  | 10 | 50–47   | +3  | 46 |              |
| 7.  | Szeged 2011-Grosics Akadémia | 30 | 13 | 6  | 11 | 36–32   | +4  | 45 |              |
| 8.  | Zalaegerszegi TE FC          | 30 | 10 | 8  | 12 | 42–47   | −5  | 38 |              |
| 9.  | Soroksár SC                  | 30 | 9  | 6  | 15 | 32–41   | −9  | 33 |              |
| 10. | SZTK-Erima                   | 30 | 7  | 12 | 11 | 24–35   | −11 | 33 |              |
| 11. | FC Ajka                      | 30 | 8  | 8  | 14 | 43–46   | −3  | 32 |              |
| 12. | Csákvári TK                  | 30 | 8  | 8  | 14 | 44–56   | −12 | 32 |              |
| 13. | Balmaz Kamilla Gyógyfürdő    | 30 | 8  | 8  | 14 | 35–52   | −17 | 32 |              |
| 14. | BFC Siófok                   | 30 | 7  | 10 | 13 | 40–52   | −12 | 31 | NB III       |
| 15. | Ceglédi VSE                  | 30 | 6  | 9  | 15 | 33–56   | −23 | 27 | NB III       |
| 16. | Kaposvári Rákóczi            | 30 | 5  | 8  | 17 | 30–47   | −17 | 23 | NB III       |

Utolsó frissítés: 2015. május 31. 
Forrás: [http://adatbank.mlsz.hu/foprog.asp?menu=p01_0001 
A rangsorolás alapszabályai: 1. összpontszám, 2. győzelmek száma, 3. gólkülönbség, 4. szerzett gólok száma, 5. egymás elleni eredmények összpontszáma,  6. egymás elleni eredmények gólkülönbsége, 7. egymás elleni eredmények szerzett góljainak száma, 8. egymás elleni eredmények idegenben szerzett góljainak száma.
(B): Bajnokcsapat, (K): Kieső csapat, (F): Feljutó csapat, (I): Kupainduló, (R): A rájátszás győztese, (KGY): Kupagyőztes

### Magyar kupa
Győzelem
      Döntetlen
      Vereség
1. forduló
| 2014. augusztus 7. 17:00 |

| Újbuda                             | 1 – 2 (h. u.)                     | Zalaegerszeg                                 |
| ---------------------------------- | --------------------------------- | -------------------------------------------- |
| Kovács 90+1' Khiesz 8′ Holczer 87′ | (0 – 1, 1 – 1, 1 – 1) Jegyzőkönyv | 14' Babati 107' Délczeg 10' Bailo 83' Króner |

| Sportmax Sportközpont, Budapest Játékvezető: Szilasi Szabolcs |

2. forduló
| 2014. szeptember 10. 17:00 |

| Zalaegerszeg                                    | 2 – 3               | Kecskemét                                                                          |
| ----------------------------------------------- | ------------------- | ---------------------------------------------------------------------------------- |
| Délczeg 45' Vittman 89' Szöllősi 62' Kovács 64' | (1 – 0) Jegyzőkönyv | 47' Délczeg 58' Bebeto 83' 84' Balázs 42' Botka 74' Kitl 77' Novák 90+3' Pilipović |

| ZTE Aréna, Zalaegerszeg Játékvezető: Kovács J. Zoltán |

### Ligakupa
Győzelem
      Döntetlen
      Vereség

#### F csoport
| Csapat            | M | Gy | D | V | G+ | G– | Gk | P |
| ----------------- | - | -- | - | - | -- | -- | -- | - |
| Ferencvárosi TC   | 4 | 2  | 1 | 1 | 6  | 2  | +4 | 7 |
| Paks              | 4 | 1  | 3 | 0 | 8  | 5  | +3 | 6 |
| Zalaegerszegi TE  | 4 | 1  | 2 | 1 | 4  | 5  | –1 | 5 |
| Kaposvári Rákóczi | 4 | 1  | 0 | 3 | 2  | 8  | –6 | 3 |

| 2014. szeptember 2. 16:30 |

| Zalaegerszeg | 1 – 0               | Kaposvári Rákóczi |
| ------------ | ------------------- | ----------------- |
| Bailo 90+3'  | (0 – 0) Jegyzőkönyv |                   |

| ZTE Aréna, Zalaegerszeg Játékvezető: Szilasi Szabolcs |

| 2014. szeptember 17. 18:00 |

| Ferencváros        | 2 – 0               | Zalaegerszeg |
| ------------------ | ------------------- | ------------ |
| Ugrai 34' Nagy 81' | (1 – 0) Jegyzőkönyv |              |

| Groupama Aréna, Budapest Nézőszám: 498 Játékvezető: Berger József |

| 2014. október 7. 14:30 |

| Paks             | 2 – 2               | Zalaegerszeg       |
| ---------------- | ------------------- | ------------------ |
| Bor 47' Nagy 58' | (0 – 0) Jegyzőkönyv | 78' Bailo 84' Bíró |

| Fehérvári úti stadion, Paks Játékvezető: Szőts Gergely |

| 2014. október 15. 16:30 |

| Zalaegerszeg   | 1 – 1               | Paks        |
| -------------- | ------------------- | ----------- |
| Simonfalvi 69' | (0 – 1) Jegyzőkönyv | 21' Kecskés |

| ZTE Aréna, Zalaegerszeg Játékvezető: Böcskei Balázs |

## Gólok
| #        | Nemz.        | Poszt    | Játékos          | NB II | Kupa | Ligakupa | Összesen |
| -------- | ------------ | -------- | ---------------- | ----- | ---- | -------- | -------- |
| 17       | Magyarország | CS       | Délczeg Gergely  | 3     | 2    |          | 5        |
| 10       | Magyarország | CS       | Babati Benjamin  | 2     | 1    |          | 3        |
| 15       | Magyarország | KP       | Melczer Vilmos   | 1     |      |          | 1        |
| 32       | Magyarország | KP       | Bailo Dávid      | 1     |      | 2        | 3        |
| 11       | Magyarország | CS       | Vittman Ádám     | 1     | 1    |          | 2        |
| 13       | Magyarország | KP       | Simonfalvi Gábor | 1     |      | 1        | 2        |
| 26       | Magyarország | CS       | Bíró András      | 1     |      | 1        | 2        |
| Összesen | Összesen     | Összesen | Összesen         | 10    | 4    | 4        | 18       |

## Bajnoki helyezések fordulónként
| Forduló  | 1.  | 2. | 3.  | 4. | 5. | 6. | 7. | 8. | 9. | 10. | 11. | 12. | 13. | 14. | 15. | 16. | 17. | 18. | 19. | 20. | 21. | 22. | 23. | 24. | 25. | 26. | 27. | 28. | 29. | 30. |  |
| -------- | --- | -- | --- | -- | -- | -- | -- | -- | -- | --- | --- | --- | --- | --- | --- | --- | --- | --- | --- | --- | --- | --- | --- | --- | --- | --- | --- | --- | --- | --- |  |
| Helyszín | I   | O  | I   | O  | I  | O  | I  | I  | O  | I   | O   | I   | O   | I   | O   | O   | I   | O   | I   | O   | I   | O   | O   | I   | O   | I   | O   | I   | O   | I   |  |
| Eredmény | V   | Gy | V   | Gy | V  | Gy | D  | D  | Gy |     |     |     |     |     |     |     |     |     |     |     |     |     |     |     |     |     |     |     |     |     |  |
| Helyezés | 15. | 7. | 12. | 6. | 8. | 5. | 8. | 9. | 7. |     |     |     |     |     |     |     |     |     |     |     |     |     |     |     |     |     |     |     |     |     |  |

Magyarázat
- Gy: győzelem, D: döntetlen, V: vereség